# Notiophilus biguttatus
Notiophilus biguttatus (лат.) — вид жуков-жужелиц из подсемейства плотинников. Распространён в Европе, Турции и России, а также в США и Канаде. В Северную Америку вид был интродуцирован и в Канаде его присутствие зафиксировано как на атлантическом, так и на тихоокеанском побережье. Длина тела имаго 5—5,5 мм. Вершина надкрылий с расплывчатым палевым пятном. Голени рыжие.